# سار نیومن
سار نیومن (نام علمی: Onychognathus neumanni) نام یک گونه از تیره سار است.